# Sequoiafarm Kaldenkirchen

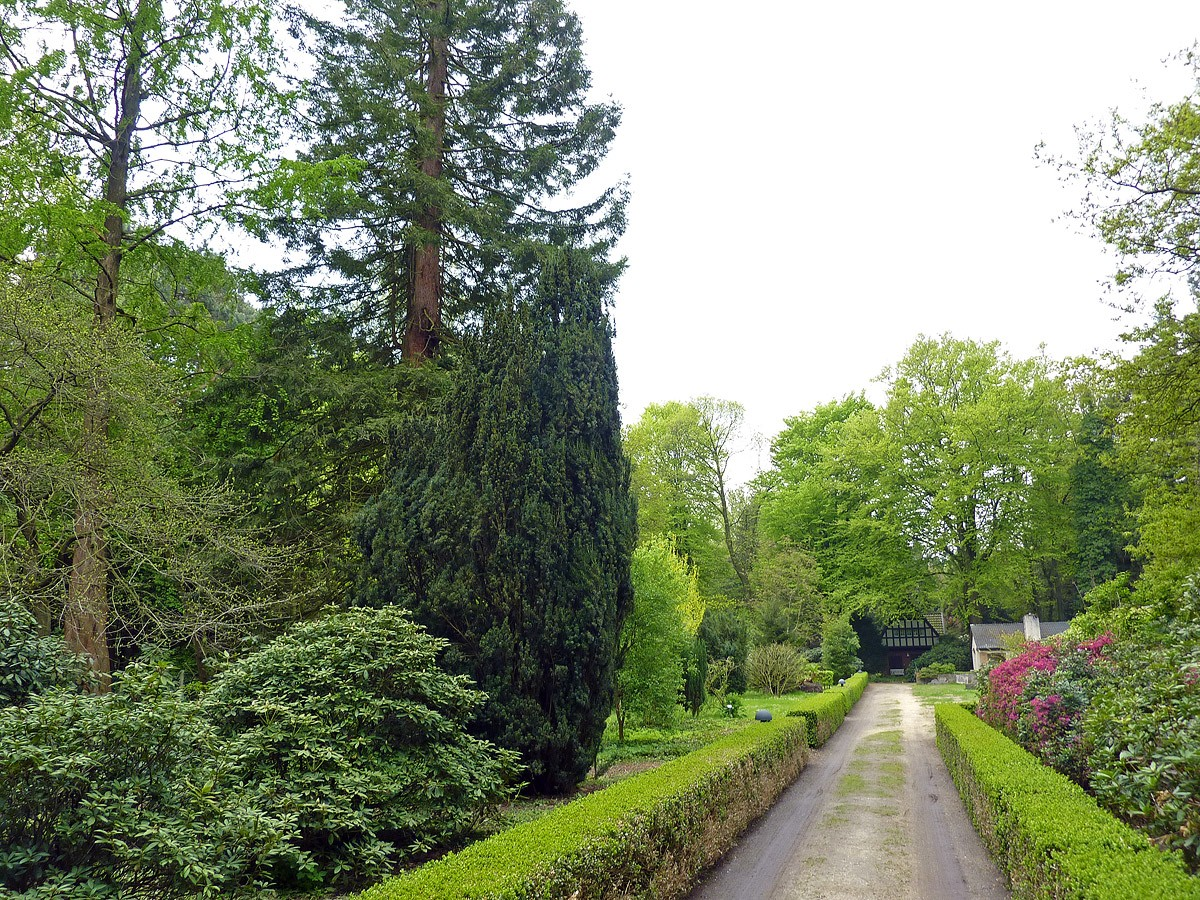
Eingangsbereich der Sequoiafarm

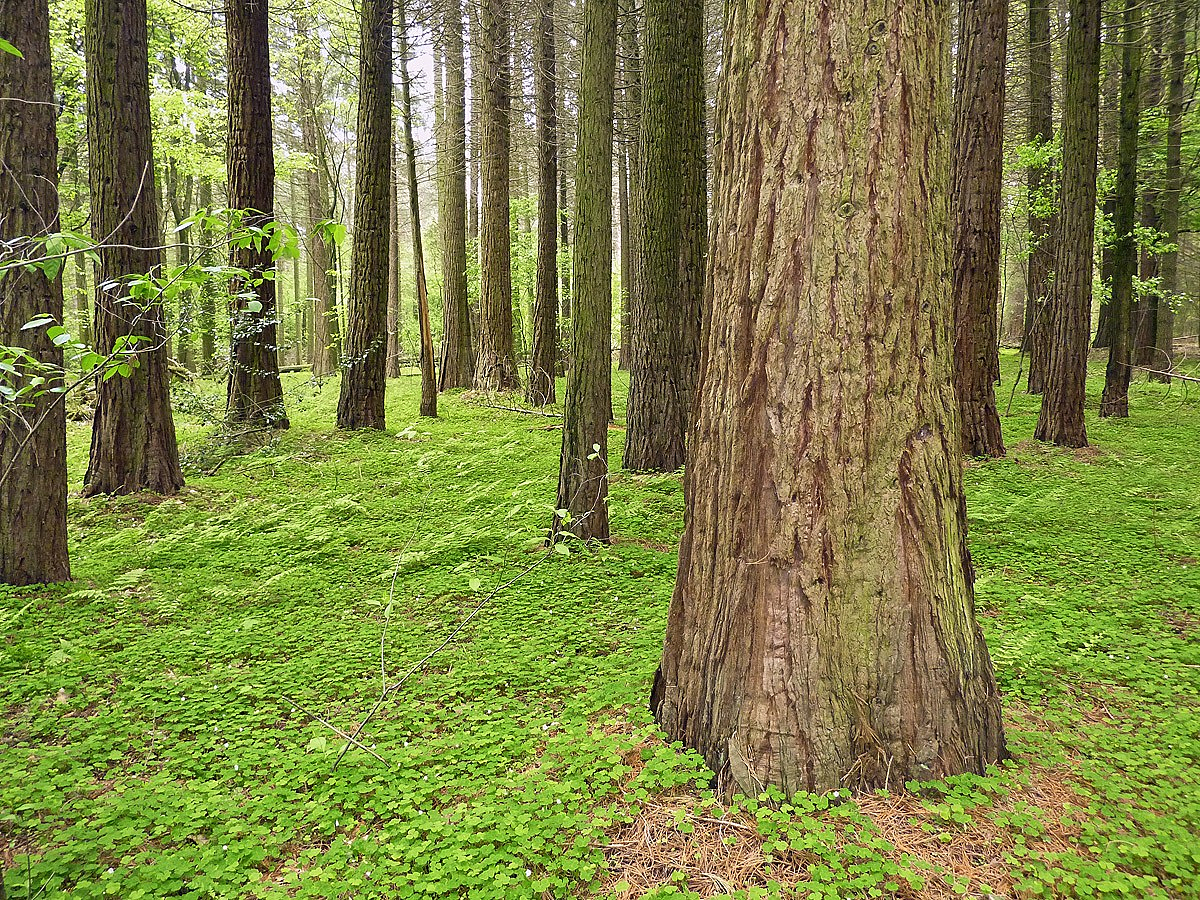
60-jähriger Riesenmammutbaumbestand in der Versuchsanlage der Sequoiafarm (2010)

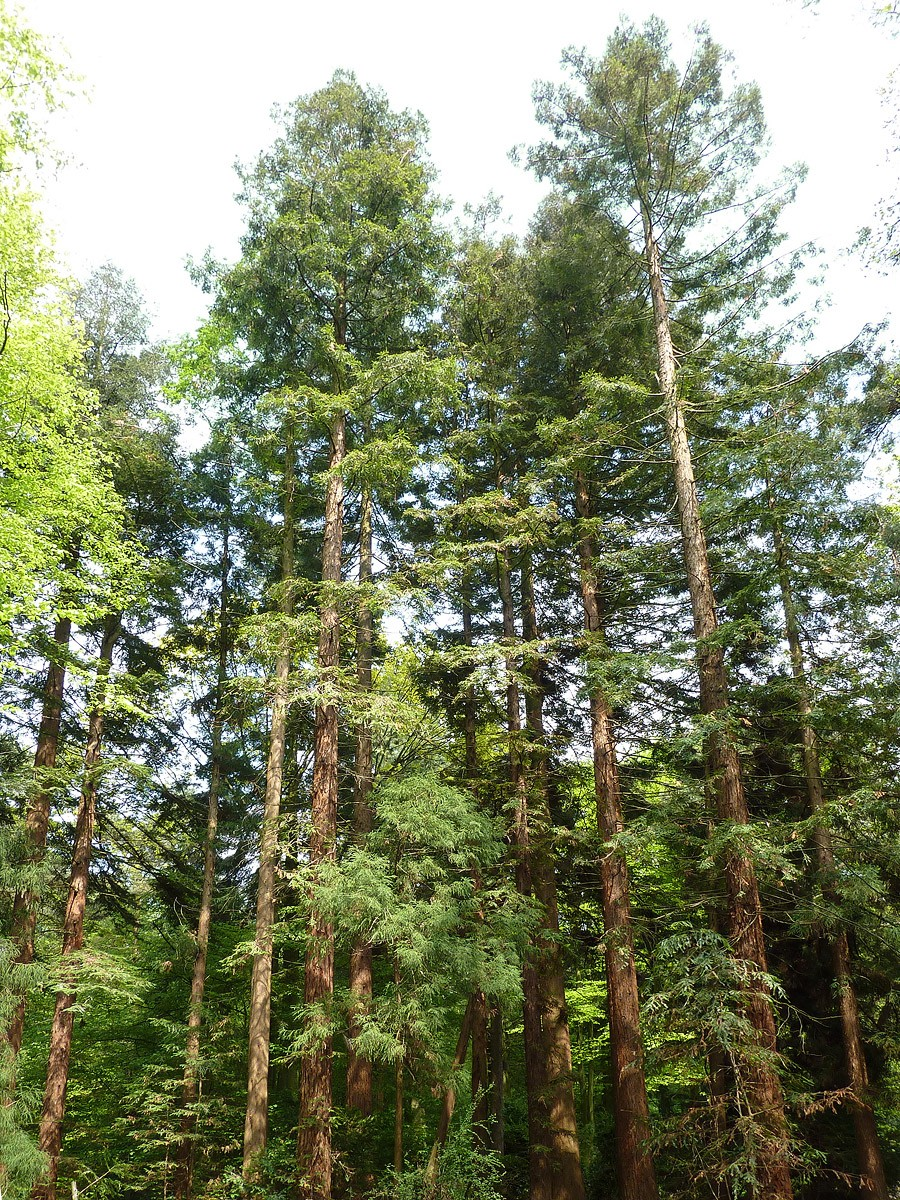
58-jährige Gehölzgruppe von Sequoia sempervirens im Farmgelände (2010)

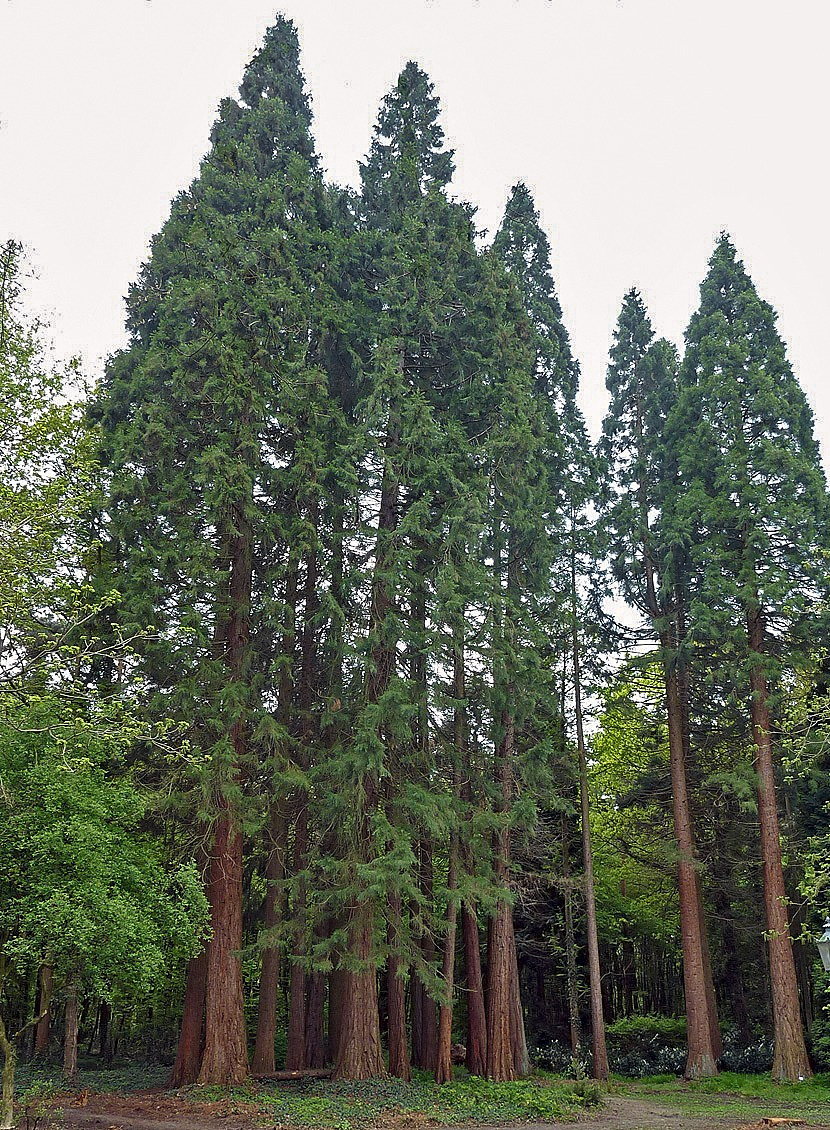
Riesenmammutbäume in der Sequoiafarm

Die Sequoiafarm Kaldenkirchen ist ein 35.635 m² (≈ 3,6 Hektar) großes Arboretum im Kaldenkirchener Grenzwald in der nordrhein-westfälischen Stadt Nettetal. Hier fand Mitte des 20. Jahrhunderts die erste systematische Anzucht aller drei Mammutbaumarten in Europa statt. Das Gelände wurde einige Jahre von Universitäten und als Biologische Station genutzt und gehört seit 2013 dem gemeinnützigen Verein „Sequoiafarm“.

## Geschichte
Das Zahnarzt- und Dendrologen-Ehepaar Illa und Ernst J. Martin legte 1946 nahe der niederländischen Grenze bei Kaldenkirchen auf 50 m ü. NHN einen forstbiologischen Garten an und zog 1952 dort und zusätzlich in einer nahe gelegenen 1,4 ha großen Versuchsfläche 1500 Sämlinge des Bergmammutbaums (Sequoiadendron giganteum) auf, deren Samen die beiden aus den USA erhalten hatten. Ziel war es, zu erforschen, ob dieser Baum, der vor der Eiszeit hier heimisch war, wieder in die deutsche Forstwirtschaft eingeführt werden kann.
Neben einem Reinbestand, dessen Bäume 2011 eine Höhe von ca. 35 m erreicht hatten, gab es in einer außerhalb des Farmgeländes gelegenen Versuchsfläche einen Bestand mit natürlichen Begleitern des Bergmammutbaums, unter anderen mit Abies grandis, Abies concolor var. lowiana und Douglasien. Das Projekt wurde von der Deutschen Forschungsgemeinschaft unterstützt und fand großes Interesse in dendrologischen Kreisen, besonders in England und in den USA. In den Jahren bis 1967 gingen ca. 35.000 Bergmammutbäume an Privat- und Forstflächen. Ein Teil des Reinbestandes wurde als Testfläche für die Erstellung von Ertragstafeln von der Landesanstalt für Ökologie, Bodenordnung und Forsten NRW (vormals: LÖLF) beobachtet und ausgewertet.
Da noch kaum Erfahrungen für Aussaat und Pflanzung von Sequoiadendron giganteum vorlagen, wurden hier Wachstumsbedingungen erforscht: Stauende Nässe verursachte Botrytis, Beschattung ließ die Sämlinge verkümmern und das schnelle Wurzelwachstum (bis zu 50 cm in einem Jahr) ließ in den Pflanzgefäßen Spiralwurzeln entstehen, die die Kernwurzel abwürgten.
Weitere Versuche wurden von den beiden Dendrologen mit der Anzucht des Küstenmammutbaums (Sequoia sempervirens), des Urweltmammutbaums (Metasequoia glyptostroboides) sowie zahlreicher Scheinbuchen- und Kiefern-Arten gemacht. Aus dem Küstenmammutbaum-Saatgut des hoch gelegenen nordkalifornischen „Schenck-Grove“ erfolgte eine relativ frosttolerante Selektion. Mehr als 13.000 Stück wurden zu Versuchszwecken an Forstämter, Wissenschaftler, Baumschulen usw. abgegeben. 1953 wurde ein Sequoia-sempervirens-Hain angelegt; die Bäume erreichten 2011 eine Höhe von mehr als 35 Metern. Diese stehen in einem Mischbestand mit Cryptomeria japonica. Diese Baumgruppe gehört heute neben dem größeren Sequoia-sempervirens-Vorkommen im Staatsforst Burgholz zu den wichtigen Küstenmammutbaum-Beständen nördlich der Alpen. Aus der Martin-Selektion entwickelten sich zwei Kultivare: die Sorten Sequoia sempervirens 'Martin' und Sequoia sempervirens 'Les Barres' (letztere entstand im gleichnamigen französischen Nationalarboretum aus Stecklingsnachkommen eines Martin-Baums des Botanischen Gartens Mönchengladbach und gilt als besonders frosthart).
Erik Martin, der Sohn der Gründer, war bis zu seinem Tod im April 2017 für die Sequoiafarm aktiv.

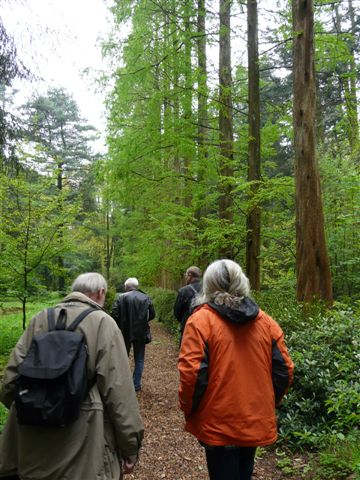
Besucher an der Urweltmammutbaum-Allee

## Nutzung
Im Laufe der Jahre wurde der Park – inzwischen als Sequoiafarm bekannt – ständig erweitert, so dass sich dieser zu einem inzwischen vielbeachteten Arboretum entwickelte, das um 1967 mehr als 600 Gehölzarten mit einer abwechslungsreichen Bodenflora aufwies und zu einer Sehenswürdigkeit des Naturparks Maas-Schwalm-Nette wurde. Da das Gelände lange vernachlässigt worden war, sind heute nur noch etwa 400 Gehölzarten erhalten.
Nach dem Tod von Ernst J. Martin übernahm 1970 das Land NRW die Anlage. Die Pädagogische Hochschule Rheinland nutzte sie zunächst zu Studienzwecken, später wurde sie wissenschaftlich als Biologische Station von der Universität Köln betreut. Von 1987 bis 2007 hatte die Essener Universität Nutzungsrechte. Die Sequoiafarm wurde 1988 von den Stadtwerken Nettetal übernommen, die 2009 begannen, das Gelände wieder in Ordnung zu bringen. Der Gehölzbestand wurde katalogisiert und 2011/2012 neu beschildert. Das Arboretum gehört seit 2013 dem gemeinnützigen Verein „Sequoiafarm e. V.“ Das Gelände kann von April bis Oktober an Sonn- und Feiertagen sowie an den Tagen der Offenen Gartenpforte besichtigt werden und ist zudem Besuchsgruppen (mit Führung) nach Anmeldung zugänglich.

## Bestand Sequoias (Mammutbäume) und Sorten
| Baumart                                | Wissenschaftlicher Name      | Herkunft                      | Bild             |
| Küstenmammutbaum, Küstensequoia        | Sequoia sempervirens         | Westliche USA (Pazifikküste)  | Küstenmammutbaum |
| Bergmammutbaum, Riesenmammutbaum       | Sequoiadendron giganteum     | Westliche USA (Sierra Nevada) | Bergmammutbaum   |
| Urweltmammutbaum, Chinesisches Rotholz | Metasequoia glyptostroboides | Zentralchina (Sichuan, Hubei) | Urweltmammutbaum |

Auf dem Gelände stehen ferner Sequoiadendron giganteum compactum, S.g. glaucum, S.g. pendulum sowie im neu angelegten Sortengarten ganz junge Exemplare von S.g. 'Powdered Blue' , S.g. 'Philip Curtis' , S.g. 'Blauer Eichzwerg' , S.g. 'Beautiful Jop' , S.g. 'Exceptionally Blue'  und S.g. 'Pygmaeum' . 

Neben einer solitär stehenden Sequoia sempervirens als Zwieselbaum mit einem Brustumfang von 3,87 m in 1,30 m Höhe (2013) gibt es eine Sequoia sempervirens adpressa und im Sortengarten eine junge S.s. 'Cantab' , S.s. 'Winter blue' , S.s. 'Korbel KT'  und S.s. 'Filoli' .

## Weitere Nadelgehölze (Auswahl)
| Baumart                                                                        | Wissenschaftlicher Name     | Herkunft                  | Bild                         |
| Colorado-Tanne, Grautanne                                                      | Abies concolor              | Westen Nordamerikas       | Colorado-Tanne               |
| Sierratanne (Championtree = größtes Exemplar in Deutschland)                   | Abies concolor var. lowiana | Westen Nordamerikas       | Sierra-Tanne                 |
| Küsten-Tanne, Riesentanne                                                      | Abies grandis               | Westen Nordamerikas       | Küsten-Tanne                 |
| Weihrauchzeder, Kalifornische Flusszeder                                       | Calocedrus decurrens        | Westliche USA             | Weihrauchzeder               |
| Spießtanne                                                                     | Cunninghamia lanceolata     | Südasien                  | Spießtanne                   |
| Chinazypresse                                                                  | Glyptostrobus pensilis      | China                     | Chinazypresse                |
| Japanische Lärche                                                              | Larix kaempferi             | Japan (Zentral-Honshū)    | Japanische Lärche            |
| Mexikanische Weymouth-Kiefer (Champion Tree = größtes Exemplar in Deutschland) | Pinus ayacahuite            | Mexiko, Guatemala         | Mexikanische Weymouth-Kiefer |
| See-Kiefer, Seestrandkiefer                                                    | Pinus pinaster              | Westlicher Mittelmeerraum | See-Kiefer                   |
| Weymouth-Kiefer                                                                | Pinus strobus               | Osten Nordamerikas        | Weymouth-Kiefer              |
| Tränen-Kiefer, Wallich-Kiefer, Himalaja-Kiefer                                 | Pinus wallichiana           | Himalaya                  | Tränenkiefer                 |
| Taiwanie                                                                       | Taiwania cryptomerioides    | Taiwan                    | Taiwanie                     |
| Riesen-Lebensbaum                                                              | Thuja plicata               | Westen Nordamerikas       | Riesen-Lebensbaum            |
| Hiba-Lebensbaum                                                                | Thujopsis dolabrata         | Japan                     | Hiba-Lebensbaum              |
| Südjapanische Hemlocktanne                                                     | Tsuga sieboldii             | Japan, Südkorea           | Südjapanische Hemlocktanne   |
| Wollemie                                                                       | Wollemia nobilis            | Australien                | Wollemie                     |

## Laubgehölze (Auswahl)
| Baumart                                              | Wissenschaftlicher Name       | Herkunft               | Bild                            |
| Roter Fächer-Ahorn                                   | Acer palmatum 'Atropurpureum' | Zuchtform (Ostasien)   | Roter Fächer-Ahorn              |
| Rotnerviger Schlangenhaut-Ahorn                      | Acer rufinerve                | Japan                  | Rotnerviger Schlangenhaut-Ahorn |
| Götterbaum, Himmelsbaum                              | Ailanthus altissima           | China, Nordvietnam     | Götterbaum                      |
| Fortunes Kopfeibe                                    | Cephalotaxus fortunei         | Nord-Myanmar, Ostchina | Fortunes Kopfeibe               |
| Japanische Kopfeibe                                  | Cephalotaxus harringtonia     | Japan                  | Japanische Kopfeibe             |
| Japanischer Kuchenbaum, Japanischer Katsurabaum      | Cercidiphyllum japonicum      | Japan                  | Japanischer Kuchenbaum          |
| Losbaum                                              | Clerodendrum trichotomum      | Ostasien               | Losbaum                         |
| Tulpenbaum                                           | Liriodendron tulipifera       | Nordamerika            | Tulpenbaum                      |
| Kobushi-Magnolie                                     | Magnolia kobus                | Japan                  | Kobushi-Magnolie                |
| Pellin-Scheinbuche (Größtes Exemplar in Deutschland) | Nothofagus obliqua            | Chile, Argentinien     | Pellin-Scheinbuche              |
| Tupelobaum                                           | Nyssa sylvatica               | Osten Nordamerikas     | Tupelobaum                      |
| Parrotie, Persischer Eisenholzbaum                   | Parrotia persica              | Nordiran, Kaukasus     | Parrotie                        |
| Szechuanpfeffer, Japanischer Pfeffer, Zahnweh-Holz   | Zanthoxylum simulans          | Zentralchina           | Zahnweh-Holz                    |

## Sonstiges
- Gegenüber dem Eingang zur Sequoiafarm befindet sich ein geo-hydrologischer Wassergarten.[17]

- Ein deutscher Wanderverband hat in der Zeitschrift „Wandermagazin“ 2016 den Rundkurs „Galgenvenn“ als zweitschönsten Wanderweg Deutschlands ausgezeichnet. Der Start ist an der gleichnamigen Wander-Gaststätte, die 11-km-Tour überquert die niederländische Grenze.

## Literatur

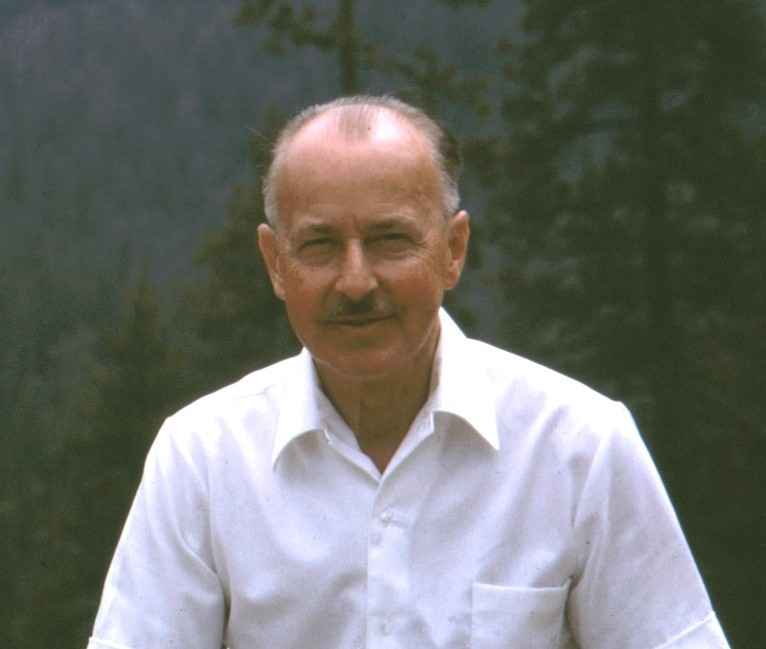
Ernst J. Martin, Gründer der Sequoiafarm

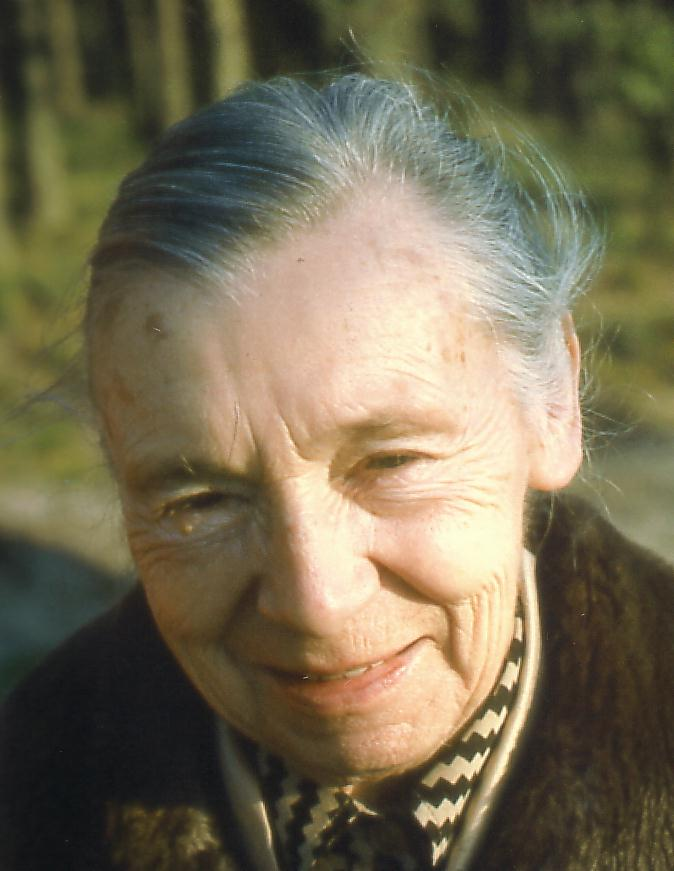
Illa Martin, Mitbegründerin der Farm